# Награди „Оскар“ (25-а церемония)
Двадесет и петата церемония по връчване на филмовите награди „Оскар“ се провежда на 19 март 1953 година. На нея се връчват призове за най-добри постижения във филмовото изкуство за предходната 1952 година. За първи път събитието е проведено едновременно в Лос Анджелис и Ню Йорк. Театъра на импресариото Александър Пантаджес „РКО Пантаджес“ отново е домакин в Лос Анджелис, а Театър „NBC“ приема спектакъла в Ню Йорк. Водещи на събитието са комедианта Боб Хоуп в Лос Анджелис, актьорът Фредрик Марч в Ню Йорк и Конрад Нейджъл.
Церемонията влиза в историята като първото представление за „Оскар“-ите излъчвано по телевизията.
Сред основните претенденти са „Точно по пладне“ на режисьора Фред Зинеман, „Мулен Руж“ на Джон Хюстън, „Тихият човек“ на Джон Форд и „Лоши и красиви“ на Винсънт Минели.
Голямата изненада на вечерта е спечелването на приза за най-добър филм от „Най-великото шоу на света“ вместо фаворитът „Точно по пладне“.
Събитието е белязано и с почти пълното игнориране на филма „Аз пея под дъжда“, само с две номинации в неосновни категории за настоящата церемония, който впоследствие е широко възприет като едно от най-великите заглавия на американското кино.
Актрисата Шърли Бут е последния удостоен с „Оскар“ изпълнител, роден през 19 век.

## Филми с множество номинации
Долуизброените филми получават повече от 2 номинации в различните категории за настоящата церемония:
- 7 номинации: „Точно по пладне“, „Мулен Руж“, „Тихият човек“
- 6 номинации: „Лоши и красиви“, „Ханс Кристиян Андерсен“
- 5 номинации: „Най-великото шоу на света“, „Вива, Сапата!“
- 4 номинации: „Братовчедката ми Ракел“, „Внезапен Страх“, „С песен в сърцето“
- 3 номинации: „Върни се, малка моя“, „Айвънхоу“

## Номинации и Награди
Долната таблица показва номинациите за наградите в основните категории. Победителите са изписани на първо място с удебелен шрифт.
| Най-добър филм | Най-добър режисьор |
| --- | --- |
| - Най-великото шоу на света - Точно по пладне - Айвънхоу - Мулен Руж - Тихият човек | - Джон Форд – Тихият човек - Сесил Демил – Най-великото шоу на света - Джон Хюстън – Мулен Руж - Джоузеф Манкевич – Пет пръста - Фред Зинеман – Точно по пладне                     |
| Най-добра мъжка роля | Най-добра женска роля |
| - Гари Купър – Точно по пладне - Марлон Брандо – Вива, Сапата! - Кърк Дъглас – Лоши и красиви - Хосе Ферер – Мулен Руж - Алек Гинес – Тълпата от лавандуловия хълм                                     | - Шърли Бут – Върни се, малка моя - Джоан Крофорд – Внезапен Страх - Бети Дейвис – Звездата - Джули Харис – The Member of the Wedding - Сюзън Хейуърд – С песен в сърцето           |
| Най-добра поддържаща мъжка роля | Най-добра поддържаща женска роля |
| - Антъни Куин – Вива, Сапата! - Ричард Бъртън – Братовчедката ми Ракел - Артър Хъникът – Голямото небе - Виктор Маклаглън – Тихият човек - Джак Паланс – Внезапен Страх                                | - Глория Греъм – Лоши и красиви - Джийн Хейгън – Пея под дъжда - Колет Марчард – Мулен Руж - Тери Мур – Върни се, малка моя - Телма Ритър – С песен в сърцето                       |
| Най-добър сценарий | Най-добра история и сценарий |
| - Лоши и красиви – Чарлс Шнии - Пет пръста – Майкъл Уилсън - Точно по пладне – Карл Форман - Мъжът с белия костюм – Роджър Макдугъл, Джон Дайтън и Александър Макендрик - Тихият човек – Франк Нюджънт | - Тълпата от Лавендър Хил – Т. Е. Б. Кларк - Атомен град – Сидни Бьом - Звуковата бариера – Терънс Ратиган - Пат и Майк – Рут Гордън и Гарсън Канин - Вива, Сапата! – Джон Стайнбек |

## Галерия
| Джон Форд „Оскар“ за режисура | Гари Купър „Оскар“ за главна мъжка роля | Шърли Бут „Оскар“ за главна женска роля | Антъни Куин „Оскар“ за поддържаща мъжка роля | Глория Греъм „Оскар“ за поддържаща женска роля |
| ----------------------------- | --------------------------------------- | --------------------------------------- | -------------------------------------------- | ---------------------------------------------- |
|                               |                                         |                                         |                                              |                                                |

## Почетни награди
- Джордж Алфред Мичъл
- Джоузеф Шенк
- Мериън Купър
- Харолд Лойд
- Боб Хоуп

- Почетна награда за най-добър чуждоезичен филм:
  - Забранени игри (Jeux interdits), френски филм на режисьора Рене Клеман.